# Большой Водораздельный хребет
Большо́й Водоразде́льный хребе́т (англ. Great Dividing Range) — горная система, простирающаяся вдоль восточного и юго-восточного побережья Австралии приблизительно на 4000 км. Образовалась в неоген-антропогене на месте денудированной палеозойской складчатой страны. Горы сложены в основном известняками, гранитами, гнейсами, вулканическими породами. Известны месторождения нефти и газа, каменного и бурого угля, олова, полиметаллических руд, золота, меди, титано-магнетита и монацитовых песков. Восточные склоны круты, сильно и глубоко расчленённые, западные склоны полого переходят в холмистые предгорья (даунсы). Севернее от 28° ю. ш. горы сравнительно невысокие, достигают ширины 650 км. Береговые хребты высотой около 1000 м и вулканические плато отделены широкими продольными котловинами от западной, более низкой водораздельной цепи с пологими вершинами. Южнее расположены более высокие и монолитные горы. Выделяют хребты Мак-Ферсон, Нью-Ингленд, Лейхгардт, Гейстингс, Ливерпул, Голубые горы и Австралийские Альпы. Высшая точка — гора Косцюшко (2228 м).
На склонах берут начало многочисленные реки, в том числе самые крупные на континенте — Муррей и Дарлинг. В долинах рек возведено немало дамб с целью выработки электроэнергии и обеспечения городов водой.
Растительность — листопадно-вечнозелёные и эвкалиптовые леса (восточные склоны), саванны, редколесье, кустарники (западные склоны).
Значительная часть Голубых гор объявлена объектом Всемирного наследия. Создана Система национальных парков в Голубых Горах (англ. Greater Blue Mountains Area), состоящая из нескольких национальных парков. Ввиду удобного и живописного расположения в центре одного из них, город Катумба является важным центром туризма в регионе.

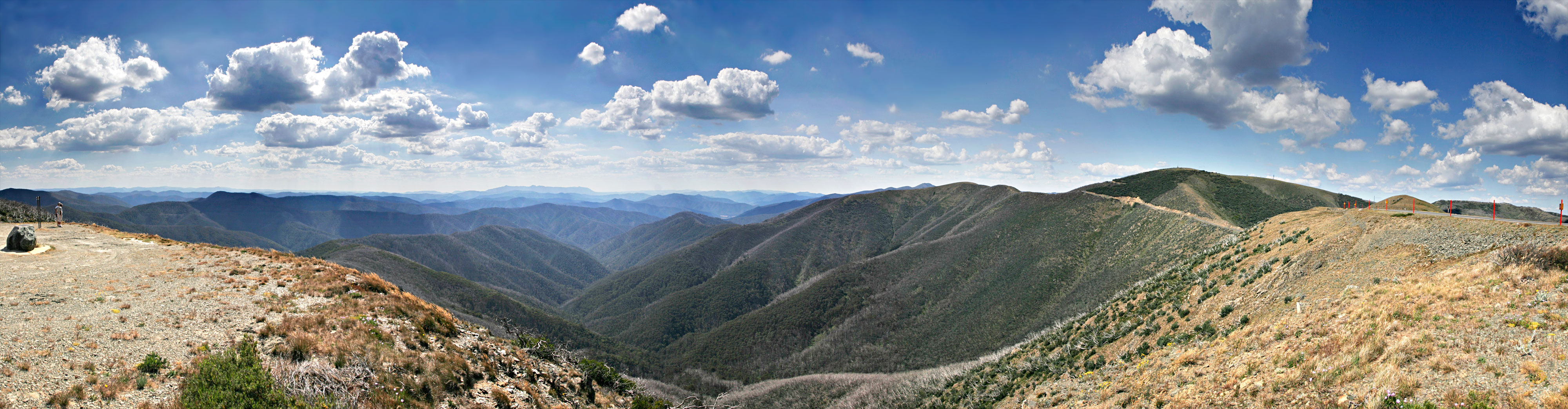
Большой Водораздельный хребет в апреле 2006 года